# Pedro Puy Fraga
Pedro Puy Fraga nacido el 17 de octubre de 1962 en Granada (España), es un abogado y político gallego del PPdeG, portavoz del Partido Popular en el Parlamento de Galicia (X legislatura).

## Reseña biográfica
Doctor en Derecho, es profesor titular en la Universidad de Santiago de Compostela (Área de Economía Aplicada), Facultad de Derecho de la Universidad de Santiago de Compostela.
Fue director general de Relaciones Institucionales de la Consejería de Presidencia en la VI Legislatura (2002-2005) y, en esa condición, secretario de la Comisión Mixta de Transferencias y de la Comisión Bilateral Administración General del Estado-Comunidad Autónoma de Galicia. Consejero del Consejo de Cuentas de Galicia, por designación del Parlamento de Galicia , desde el año 2007 hasta el 2009. Diputado en el Parlamento de Galicia en la VIII Legislatura, en la que fue portavoz de Economía y viceportavoz del Grupo Popular, y desde marzo del 2011 hasta julio de 2023 portavoz del Grupo Parlamentario Popular. Diputado en la IX Legislatura, en la que fue portavoz del Grupo Popular y portavoz de Economía. Coordinador de los programas electorales con los que el PPdeG concurrió a las elecciones autonómicas de 2009, 2012 y 2016.
En la X Legislatura es portavoz del Grupo Popular, en la Comisión 3ª, Economía, Facenda e Orzamentos, y en la Comisión de investigación de las antiguas cajas de ahorros.
Es sobrino del fundador de Alianza Popular, Manuel Fraga.

## Otros
Autor y coordinador de siete libros y autor de más de cincuenta capítulos en libros colectivos, artículos y notas en revistas especializadas.